# Penambongan
Penambongan is een bestuurslaag in het regentschap Purbalingga van de provincie Midden-Java, Indonesië. Penambongan telt 4349 inwoners (volkstelling 2010).